# ديلوين باريش
ديلوين باريش (بالإنجليزية: Dillwyn Parrish)‏ (25 يوليو 1894 - 6 أغسطس 1941)؛ كاتِب مُتخصِّص في أدب الأطفال وروائي أمريكي. درس في جامعة هارفارد.